# Turček
Turček é um município da Eslováquia, situado no distrito de Turčianske Teplice, na região de Žilina. Tem 53,01 km² de área e sua população em 2018 foi estimada em 617 habitantes.

## Demografia
| Ano:        | 1994 | 2004   | 2014   | 2024   |
| ----------- | ---- | ------ | ------ | ------ |
| Broj ljudi: | 678  | 694    | 648    | 621    |
| Razlika:    |      | +2,35% | -6,62% | -4,16% |

| Ano:               | 2023 | 2024   |
| ------------------ | ---- | ------ |
| Número de pessoas: | 631  | 621    |
| Diferença:         |      | -1,58% |